# Garde-robe

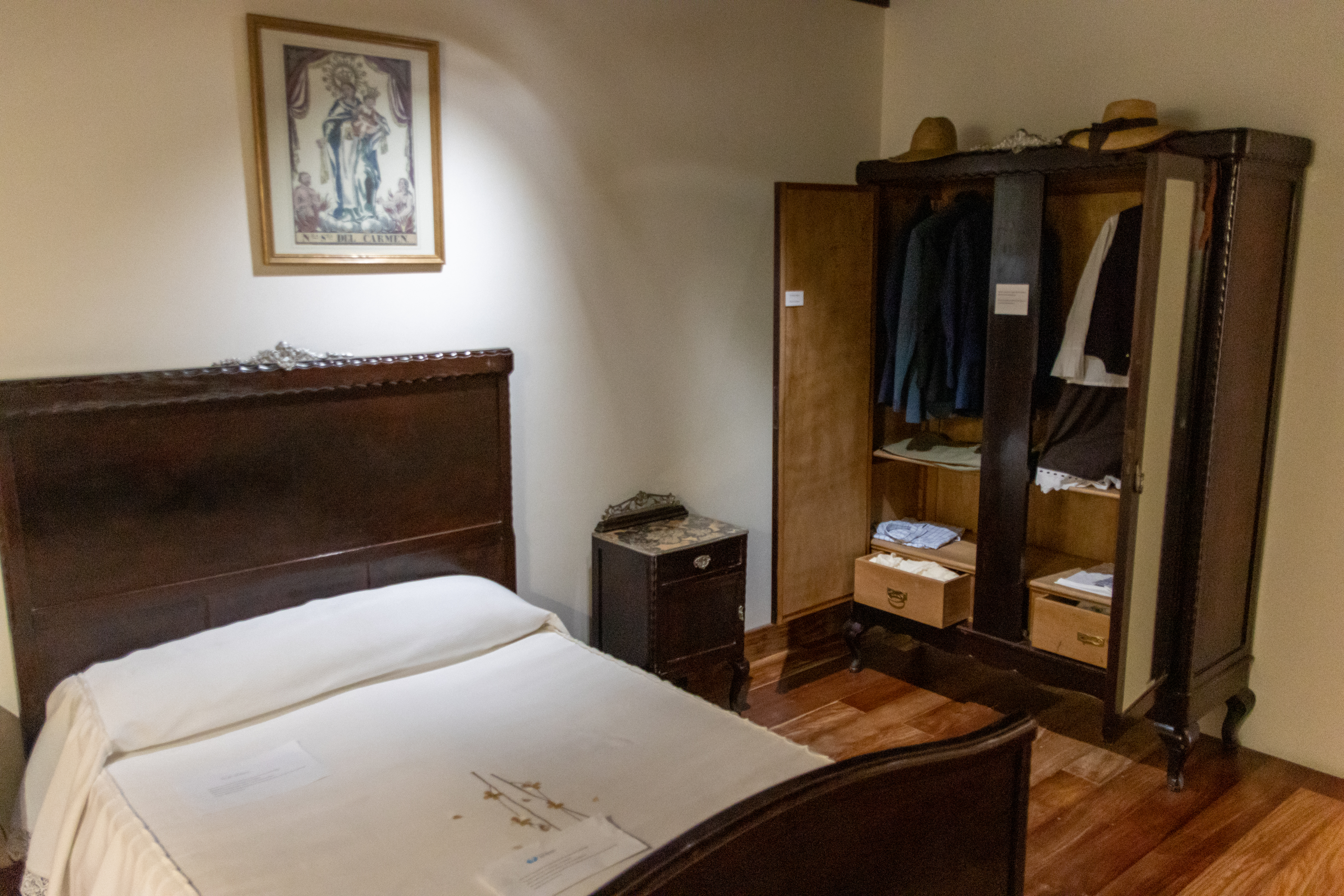
Garde-robe dans une chambre à coucher.

La garde-robe peut être un meuble pour ranger les vêtements, un endroit où l'on se change et entrepose ses vêtements, l'ensemble des vêtements que quelqu'un possède ou des toilettes (acception tombée en désuétude).

## Lieu où l'on se change
La « garde-robe » ou par faux-anglicisme le dressing ou le dressing room (la chambre d'habillage), est une antichambre située à proximité immédiate de la chambre à coucher, une petite pièce spécialement aménagée pour y ranger les vêtements dans des étagères, armoires, penderies ou tiroirs. Le plus souvent, le mobilier est un ouvrage de menuiserie plus ou moins adapté aux mesures de la pièce. En russe, le mot « garde-robe » désigne le vestiaire d'un théâtre ou d'un musée, réservé au public.
Au XXIe siècle, le dressing, ou walk-in, entre également dans la composition de la suite parentale, il constitue alors souvent la pièce intermédiaire, généralement aveugle, située entre la chambre à coucher des parents et leur salle de bain privative.

## Toilettes

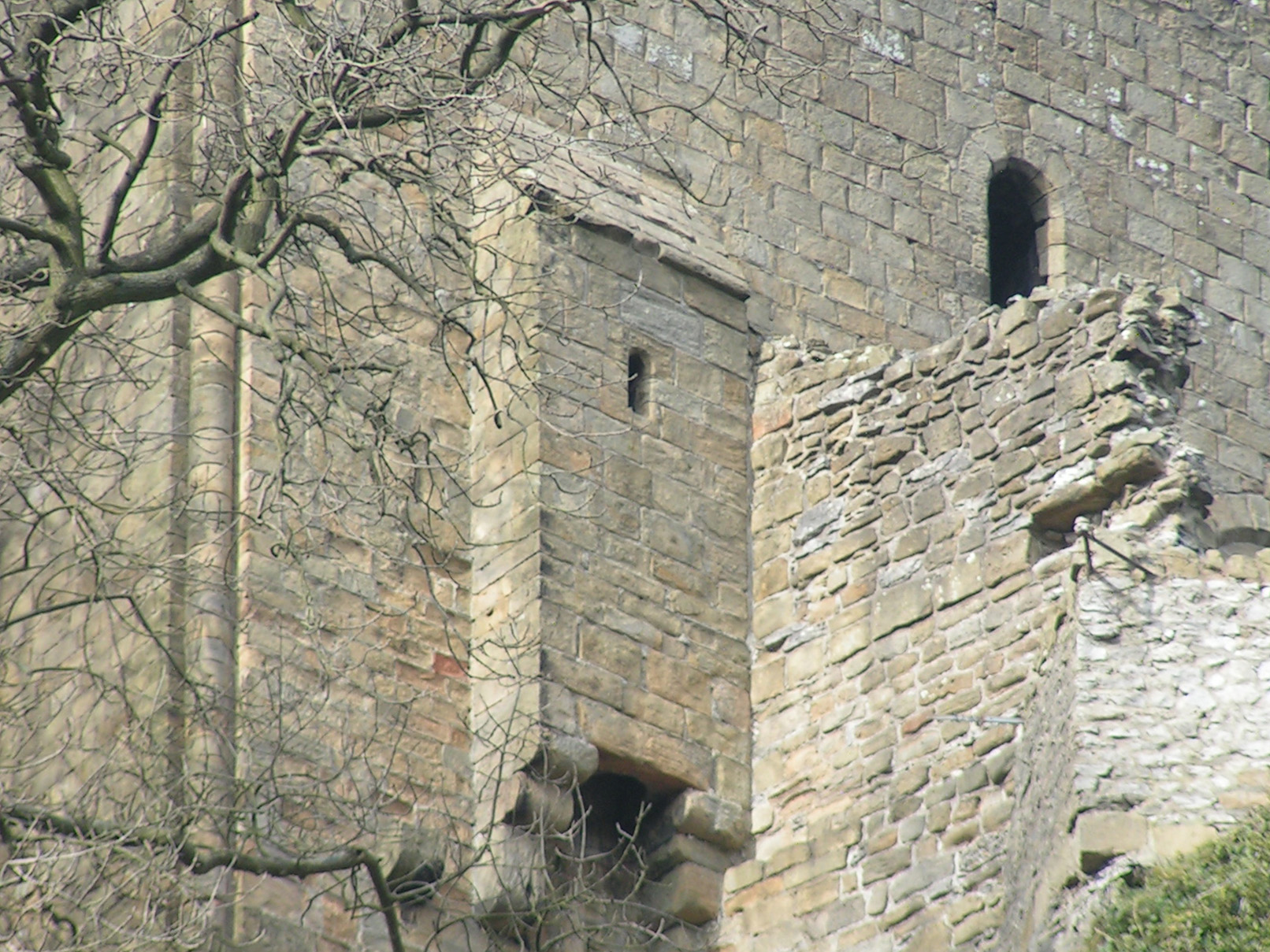
Garde-robe du château de Peveril.

Au Moyen Âge, garde-robe désignait une pièce où se trouvait la chaise percée.
Encore au XIXe siècle, on désignait par « garde-robe » les toilettes. On distinguait :
- la garde-robe à l'anglaise - Nom d'une cuvette de faïence ovale, que l'on place sous le dessus d'un siège de commodités fermant par une trappe, laquelle cuvette a une ouverture à son extrémité pour la vidange des matières, qui est fermée par un piston pour les contenir et afin d'empêcher la communication de l'air méphitique de la fosse ; cette cuvette est lavée par l'eau d'un robinet qui arrive dedans à volonté[1] ;
- la garde-robe demi-anglaise - Nom d'un pot de faïence de forme conique, placé de même sous un siège, et dont l'ouverture à l'extrémité du bas est fermée par un piston qu'on lève avec un crochet; cette garde-robe diffère encore de la précédente, en ce qu'elle n'a pas de robinet[1].

Le « piston de garde-robe » désignait quant à lui une masse de cuivre cylindrique sur laquelle est montée une tige coudée pour la lever, et qui sert à fermer hermétiquement l'orifice ou ouverture par où se vide une cuvette à l'anglaise; Le « robinet de garde-robe », un robinet de cuivre, composé d'un boisseau avec bride, d'une clef avec tige et sa poignée. Il sert à conduire l'eau dans la cuvette pour la nettoyer.
L'expression « aller à la garde-robe » se disait pour « aller à la selle » :

« Comme elles se sentent d'autant plus à l'aise et que le corset tient d'autant mieux en place que le ventre est plus libre; et que, d'autre part, leur tournure est plus élégante dans ce dernier cas, elles s'habituent à se donner la peine d'aller à la garde-robe tous les jours. »